# Wellington (région)
Pour les articles homonymes, voir Wellington (homonymie).
La région de Wellington (en anglais : Wellington Region) est une région de Nouvelle-Zélande située à l'extrême sud de l'île du Nord. S'y trouve la ville de Wellington, capitale du pays.

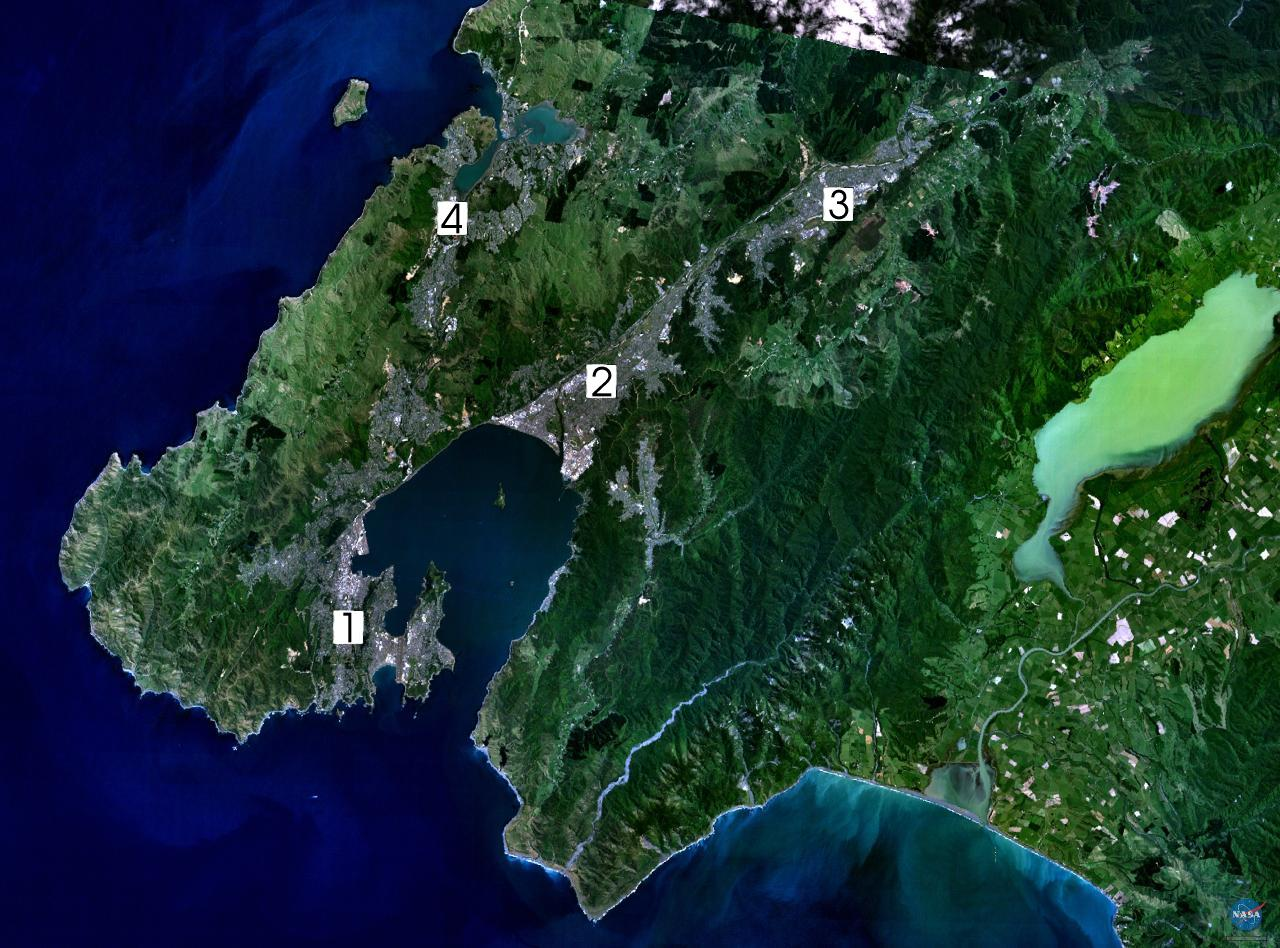
Image satellite du sud de la région.

## Géographie
La région occupe la pointe sud de l'île du Nord et est bordée à l'ouest, le sud, et l'est par l'eau. À l'ouest se trouve la mer de Tasman et à l'est l'océan Pacifique. Au sud, ces deux étendues d'eau se rejoignent au détroit de Cook, court et turbulent ; à sa partie la plus étroite, elle ne mesure que 28 km de largeur entre le cap Terawhiti et le promontoire de Perano, dans les Marlborough Sounds.
La région recouvre 7 860 km2, s'étendant d'Otaki à l'ouest jusqu'à presque à Eketahuna à l'est. Physiquement et topographiquement la région a quatre zones parallèles sur un axe menant du nord-est au sud-ouest.
La première de ces régions est étroite et sur la côte, des plaines côtières allant au nord depuis Paekakariki. C'est la côte de Kapiti, qui contient plusieurs petites communautés et plusieurs plages.
Un peu plus à l'intérieur, se trouve une région à collines sur la même faille géologique responsable pour les Alpes du Sud de l'île du Sud. Quoique beaucoup moins accidentés que celles-ci, les monts Rimutaka et Tararua sont encore d'accès difficiles et peu habités. C'est toutefois dans les vallées côtières et plaines à la pointe sud de ces monts qu'on trouve Wellington et la vallée de Hutt.
La troisième région parallèle est la région de collines, Wairarapa, autour du fleuve Ruamahanga. Elle devient de moins en moins élevée avec la latitude et se termine dans les marais autour du lac Wairarapa avec un paysage rural et agricole.
La quatrième et dernière région est composée de collines moins hautes que les monts Tararua mais plus difficiles à cultiver que les terres autour du Ruamahanga.
Les deux dernières régions sont de nos jours encore largement couvertes de forêts.

## Gouvernement

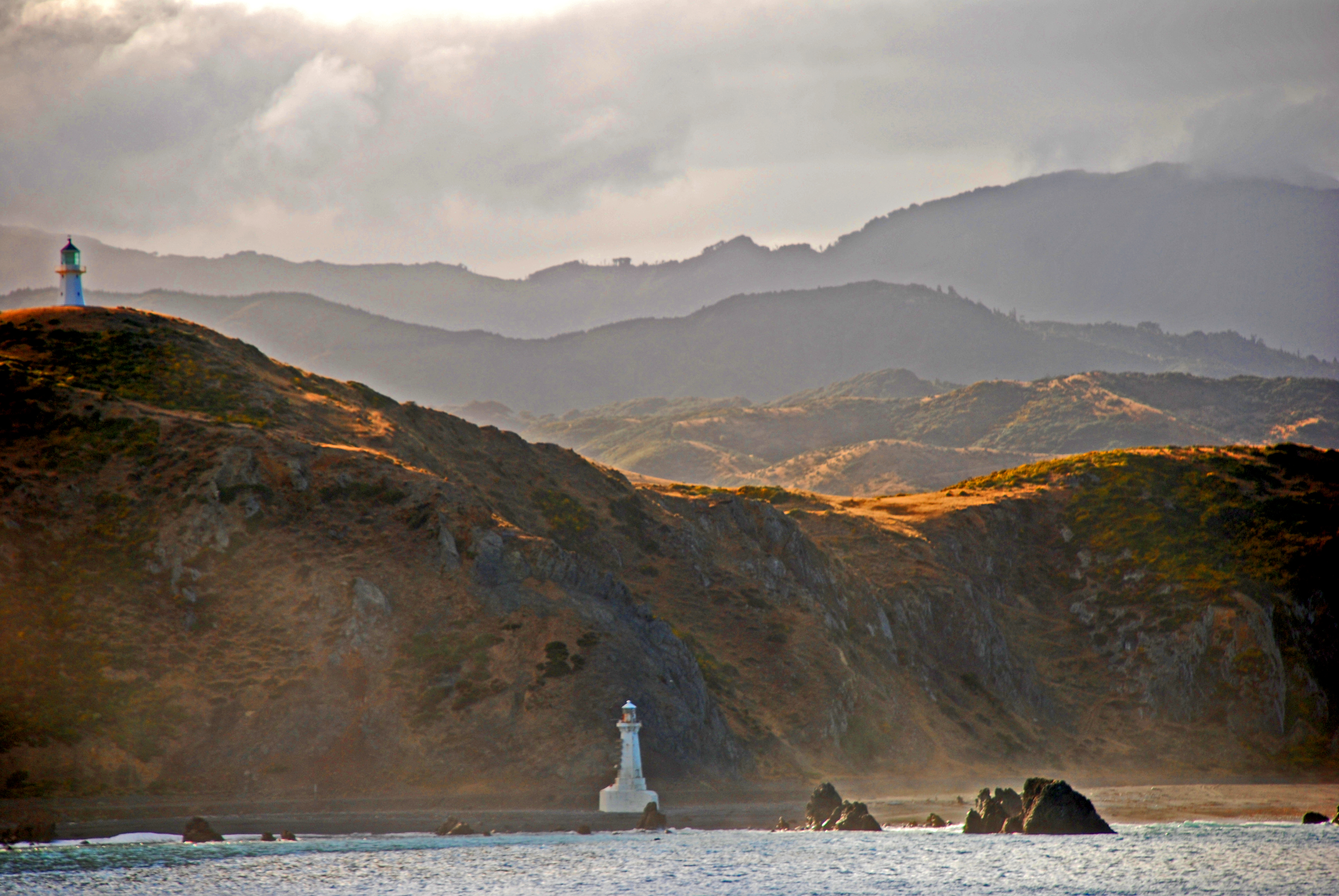
Pencarrow Head.

La région, telle qu'administrée par le Conseil régional de Wellington, recouvre les alentours de la capitale du pays, Wellington, et les villes de Lower Hutt, Porirua, et Upper Hutt, chacune entourée d'une région rurale. Elle est située sur une péninsule ; la côte de la région est donc du côté est et ouest de l'île du Nord. Elle comprend les villes du district de Kapiti Coast, y inclus le Horowhenua, ainsi que les districts ruraux à l'est de la chaîne des monts Rimutaka et la majeure partie de la région appelée Wairarapa (dont les villes de Masterton et Carterton).
Le terme « Wellington Region » recouvrirait une région beaucoup plus petite qui n'inclut ni le Kapiti Coast ni le Wairarapa qui ont toutes les deux des identités et communautés distinctes. Elle serait donc centrée sur les quatre villes au sud-ouest de la région. Pour ajouter à cette confusion, l'ancienne province de Wellington s'étendait beaucoup plus au nord que la région actuelle, comprenant les villes de Palmerston North et de Wanganui (qui sont dans la région de Manawatu-Wanganui).

## Histoire
Les Maoris qui s'établissèrent dans la région l'appelaient Te Upoko o te Ika a Māui, signifiant « la tête du poisson de Māui ». Une légende raconte que Kupe aurait découvert et exploré la région aux environs du Xe siècle.
La région fut colonisée par les Européens en 1839, avec la New Zealand Company. La ville de Wellington devint capitale de l'ancienne province du même nom lors de sa création en 1853 jusqu'à l'abolition des provinces en 1876. La ville devint capitale du pays en 1865, la troisième et dernière à avoir ce statut (après Auckland et Russell).

## Démographie
| Groupes ethniques                                 | Valeurs absolues | %    |
| ------------------------------------------------- | ---------------- | ---- |
| Population                                        | 471 315          | 100  |
| Ethnicité établie                                 | 448 563          | 95,2 |
| Européens                                         | 301 407          | 64,0 |
| Métis                                             | 48 075           | 10,2 |
| Asiatiques                                        | 41 268           | 8,8  |
| Océaniens non maoris                              | 23 115           | 4,9  |
| Maoris                                            | 22 596           | 4,8  |
| Moyens-Orientaux, Latinos-Américains et Africains | 5 409            | 1,1  |
| Autres                                            | 6 693            | 1,4  |
| Ethnicité non établie                             | 22 755           | 4,8  |

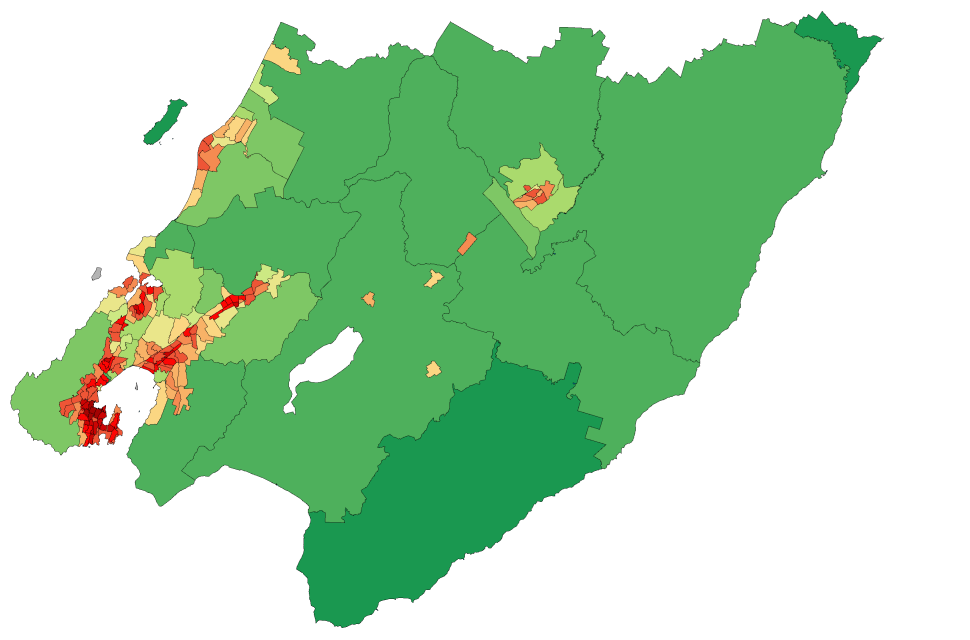
Densités de population en 2006.

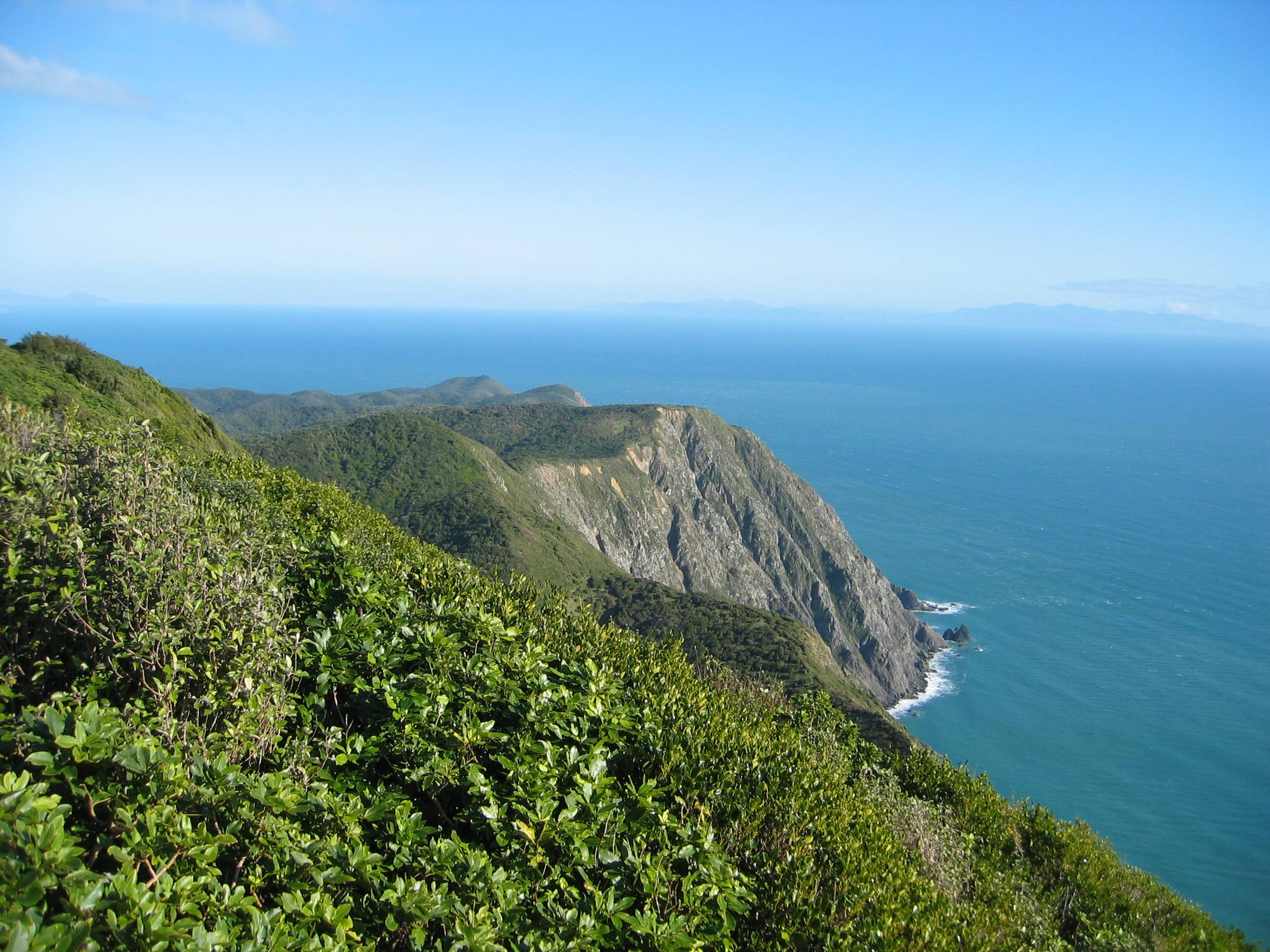
Vue du détroit de Cook depuis l'île de Kapiti.

Plus des trois-quarts des 464 700 habitants de la région (lors du recensement de 2006) résident dans les quatre villes au sud-ouest. Les autres grands centres urbains sont sur le Kapiti Coast et les terres fertiles du Wairarapa, près du haut Ruamahanga.
Sur le Kapiti Coast, se trouvent plusieurs petites villes côtières. Du nord au sud, ce sont Otaki, Waikanae, Paraparaumu, Raumati Beach et Raumati South, Paekakariki et Pukerua Bay, cette dernière étant une banlieue nord de Porirua. Chacune compte entre 2 000 et 10 000 habitants.
Dans le Wairarapa, l'établissement le plus grand est Masterton avec une population de presque 20 000 habitants. Parmi les autres villes, il y a Featherston, Martinborough, Carterton et Greytown.